# Temir Sariev
Temir Argembaeviç Sariev (in kirghiso Темир Аргембаевич Сариев?; Tosh-Bulak, 17 giugno 1963) è un politico kirghiso.
Dal maggio 2015 all'aprile 2016 è stato il primo ministro del Kirghizistan.